# Holíčský modrý králík
Holíčský modrý králík je národní plemeno králíka Slovenska, které vyšlechtil Imrich Vanek z Holíče. Jako samostatné plemeno byl uznán 15. října 1975.